# Палеокастро (Крит)
Палеокастро — венеційська фортеця побудована в 1206 році на острові Крит генуезький піратом Енріко Пескаторе та розбудована венеційцями в XVI столітті. Фортеця розташована на скелі над морем за 8 км на захід від Іракліону. Поруч пролягає автомагістраль Іракліон — Ханья та розташоване селище Палеокастро.

## Історія
Фортеця була побудована в складі інших 14 фортець генуезьким піратом Енріко Пескаторе для захисту Іракліонської затоки від морського десанту. Після того як венеційці атакували острів в 1211 році Фортеця Палеокастро була останньою, яка утримувалась Енріко Пескаторе. Після її падіння генуезець покинув острів. Декілька століть замок мав менше значення оскільки острів перебував під захистом венеційського флоту, проте після загрози від османського флоту в 1573-1595 рока фортеця була значно укріплена та перебудована за генерала Латино Орсіні, який реконструював зокрема інші фортеці, такі як Грамвуса та Суда. Зокрема фортифікація дозволила здійснювати перехресний обстріл затоки як з фортеці, так і з Укріплень Іракліону. Фортеця була знищена під час Кандійської війни (1645—1669) в 1669 році для спрощення захоплення Іракліону.
Наразі муніципалітет Малевізі у співпраці з 13-м ефоратом візантійських старожитностей та Культурною асоціацією Палеокастро розпочав процедури отримання фінансування для робіт з обслуговування, популяризації та реставрації руїн фортеці.

## Архітектура
Фортеця складалася з трьох рівнів. По периметру її оточували похилі стіни, північна з яких зі сторони моря є найвищою для компенсації рельєфу скелі та урівноваження її з іншими стінами периметру. На нижній частині стін подекуди збереглися карнізи, які були покликані протидіяти штурму укріплення. До фортеці з південної сторони вела брама розміром 2 на 5 метрів, через яку можна було потрапити на нижню частину укріплень (фото) де була низка невеликих за розмірами приміщень, з якої сходами, висіченими в скалі можна було потрапити до середнього з трьох рівнів фортеці де розташовувались казарми. В середині фортеці на найвищому рівні була церква, побудована в той же період як і укріплення. В північній нижній частині фортеці була зброярня з пороховим складом та резервуар для води для пиття, яка збиралась з верхніх рівнів та використовувалась для гасіння пожеж. Резервуар був частково опорою для верхнього рівня фортеці. В східній частині стіни буди похилі оборонні вали. Фортецю захищали оборонні гармати різних калібрів, зокрема колумбіада. У найвищій південній частині фортеці та в північній частині були дві високі сторожові вежі. У північно-східному кутку укріплень зберігся символ Венеційської республіки знак крилатого лева Святого Марка.

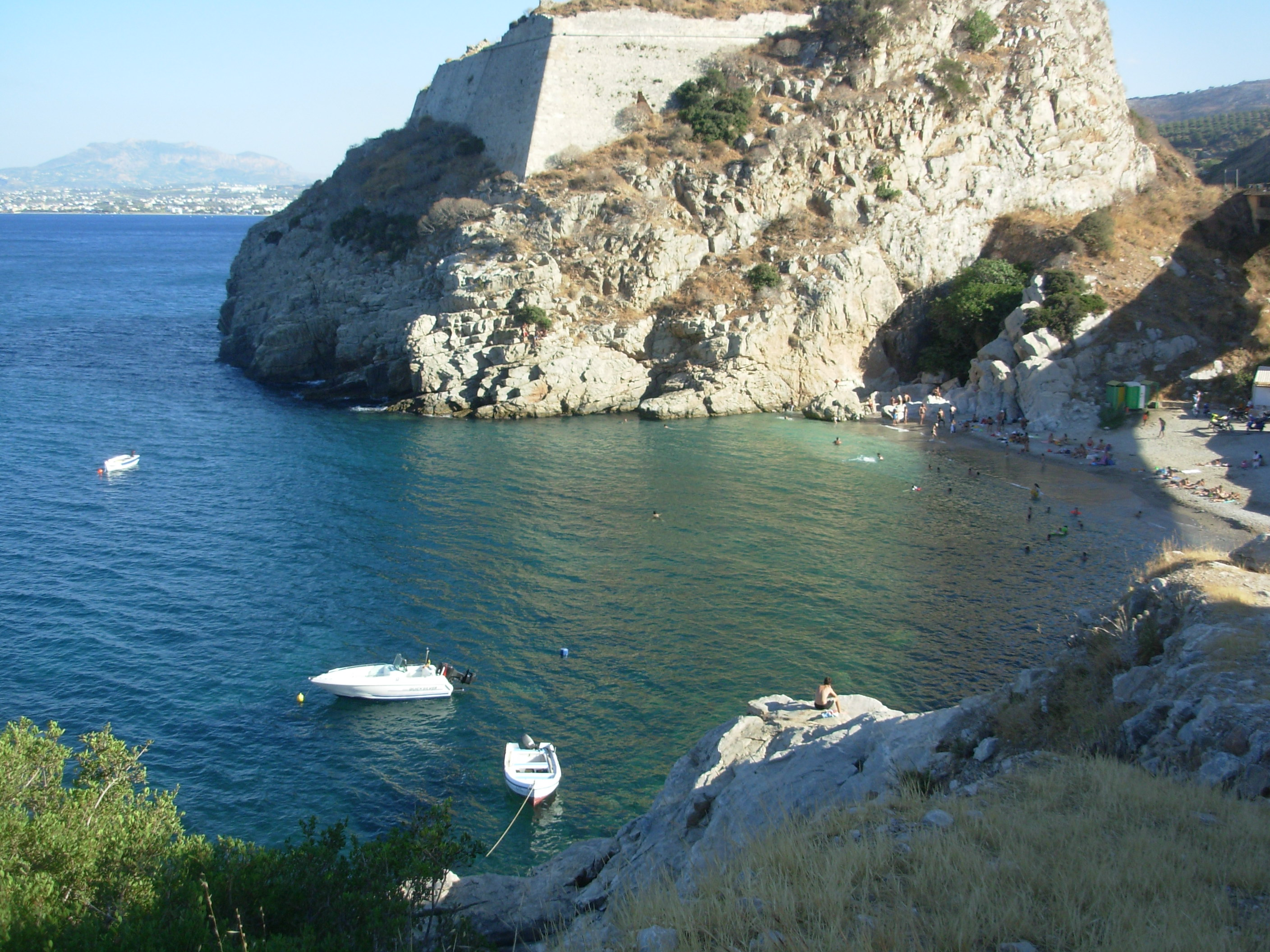
Сучасний стан фортеці